# José Mario Rosales
José Rosales (n. Mixco, Guatemala, Guatemala; 24 de junio de 1993) es un futbolista Guatemalteco que actualmente milita en Antigua GFC.

## Trayectoria
José Rosales se desempeña en la posición de mediocampista, ha militado en Deportivo Mixco de la Primera División de Guatemala. También ha militado en el Deportivo Malacateco, Deportivo Petapa y Deportivo Xinabajul de la Liga Nacional de Guatemala.
CSD Municipal
El 5 de diciembre de 2018 se hace oficial su transferencia a través de la página oficial del CSD Municipal. Se incorpora a dicho club luego de un excelente torneo con el Deportivo Petapa.

Palmarés

Campeón con CSD Municipal en Torneo Apertura 2019 (Guatemala) y campeón con Antigua Guatemala Fútbol Club en Torneo Clausura 2025 (Guatemala).